# Paslapaya Baja
Paslapaya Baja (auch: Paslapaya Chico) ist eine Ortschaft im Departamento Chuquisaca im südamerikanischen Andenstaat Bolivien.

## Lage im Nahraum
Paslapaya Baja liegt in der Provinz Tomina und ist zentraler Ort im Vicecantón Paslapaya Baja im Municipio Sopachuy. Die Ortschaft liegt auf einer Höhe von 2206 m am linken, östlichen Ufer des Río San Antonio, der flussabwärts vorbei an Sopachuy über den Río Milanis und den Río Azero in den Río Grande führt.

## Geographie
Paslapaya Baja liegt im Übergangsbereich zwischen der Anden-Gebirgskette der Cordillera Central und dem bolivianischen Tiefland. Das Klima der Region ist semi-humid und ein typisches Tageszeitenklima, bei dem die mittleren Temperaturschwankungen zwischen Tag und Nacht deutlicher ausfallen als zwischen den Jahreszeiten.
Die Jahresdurchschnittstemperatur des nahegelegenen Sopachuy liegt bei milden 21 °C (siehe Klimadiagramm Sopachuy) und schwankt nur unwesentlich zwischen 17 und 18 °C im Juni und Juli und knapp 23 °C von November bis Januar. Der Jahresniederschlag beträgt etwa 600 mm, bei einer ausgeprägten Trockenzeit von April bis September mit Monatsniederschlägen unter 25 mm, und einer Feuchtezeit von Dezember bis Februar mit 100 bis 120 mm Monatsniederschlag.

## Verkehrsnetz
Paslapaya Baja liegt in einer Entfernung von 208 Straßenkilometern südöstlich von Sucre, der Hauptstadt des Departamentos.
Von Sucre aus führt die 976 Kilometer lange Nationalstraße Ruta 6 in südöstlicher Richtung über Zudáñez, Tarabuco und Yamparáez nach Tomina und weiter nach Padilla und von dort in das bolivianische Tiefland.
Acht Kilometer südlich von Tomina an der Mündung des Río Tarabuquillo in den Río Tomina zweigt eine unbefestigte Landstraße in südlicher Richtung ab und folgt dem Río Tarabuquillo aufwärts und passiert nach 15 Kilometern die Ortschaft Tarabuquillo. Nach Überwindung der Passhöhe von 2420 m führt die Straße den Río San Antonio abwärts nach Sopachuy. Von dort sind es noch einmal sieben Kilometer in westlicher Richtung den Río Horcas aufwärts bis San Juan de Horcas und dann vier Kilometer nach Norden bis Paslapaya Baja.

## Bevölkerung
Die Einwohnerzahl der Ortschaft ist im Jahrzehnt zwischen den letzten beiden Volkszählungen um ein Drittel zurückgegangen:
| Jahr | Einwohner         | Quelle       |
| ---- | ----------------- | ------------ |
| 1992 | keine Detaildaten | Volkszählung |
| 2001 | 288               | Volkszählung |
| 2012 | 184               | Volkszählung |
| 2024 |                   | Volkszählung |

In der Region lebt ein deutlicher Anteil indigener Bevölkerung, im Municipio Sopachuy sprechen 93,8 Prozent der Einwohner Quechua.